# Hideki Noda
Hideki Noda (野田 英樹, Noda Hideki, Osaka, 7 de março de 1969) é um ex-automobilista japonês.

## Carreira
Entre 1982 e 1986, Noda participou de campeonatos de kart no Japão, estreando nos monopostos em 1987, na Fórmula Junior 1600. Passou também pela Fórmula 3, pilotando um Reynard-Toyota da JAX Racing em 9 provas. Em 1989, iniciou sua trajetória no automobilismo europeu disputando a GM Lotus Euroseries, além de ter participado de provas da Fórmula Vauxhall e Fórmula 3 Britânica, obtendo desempenhos razoáveis.
Na Fórmula 3000, pilotou para as equipes 3000 International e Tom's, não repetindo as atuações anteriores.

### Fórmula 1
Em 1994, a equipe Larrousse anunciou a contratação de Noda (que ainda disputava a Fórmula 3000) para disputar as últimas 3 etapas do campeonato, substituindo Yannick Dalmas. A escuderia francesa enfrentava problemas financeiros e sua contratação foi motivada pelos patrocínios que o japonês trouxe, e o próprio admitia que suas expectativas eram baixas. Ele não completou nenhuma das 3 corridas que disputou (problema na caixa de marchas, spun-off e fuga de óleo, respectivamente).
Para 1995, assinou com a Simtek para ser piloto de testes da equipe, e já estava pronto para disputar a segunda metade daquela temporada, porém o terremoto que atingiu a cidade de Kobe afetou também os patrocinadores de Noda., e a situação financeira da Simtek, que já estava complicada, piorou de vez, obrigando o time a encerrar suas atividades após o GP de Mônaco. O japonês ainda chegou a ser cotado para disputar os GPs do GP do Pacífico e do Japão pela Forti (pela qual Noda correu na F-3000 em 1994), no lugar do brasileiro Roberto Moreno, mas a FIA barrou a participação de Noda nas duas provas, em decisão que gerou polêmica - ele já havia sido um possível candidato à vaga no início da temporada e também foi lembrado para defender a equipe italiana em 1996, mas Luca Badoer foi contratado, encerrando a trajetória de Noda na Fórmula 1

## Outras categorias

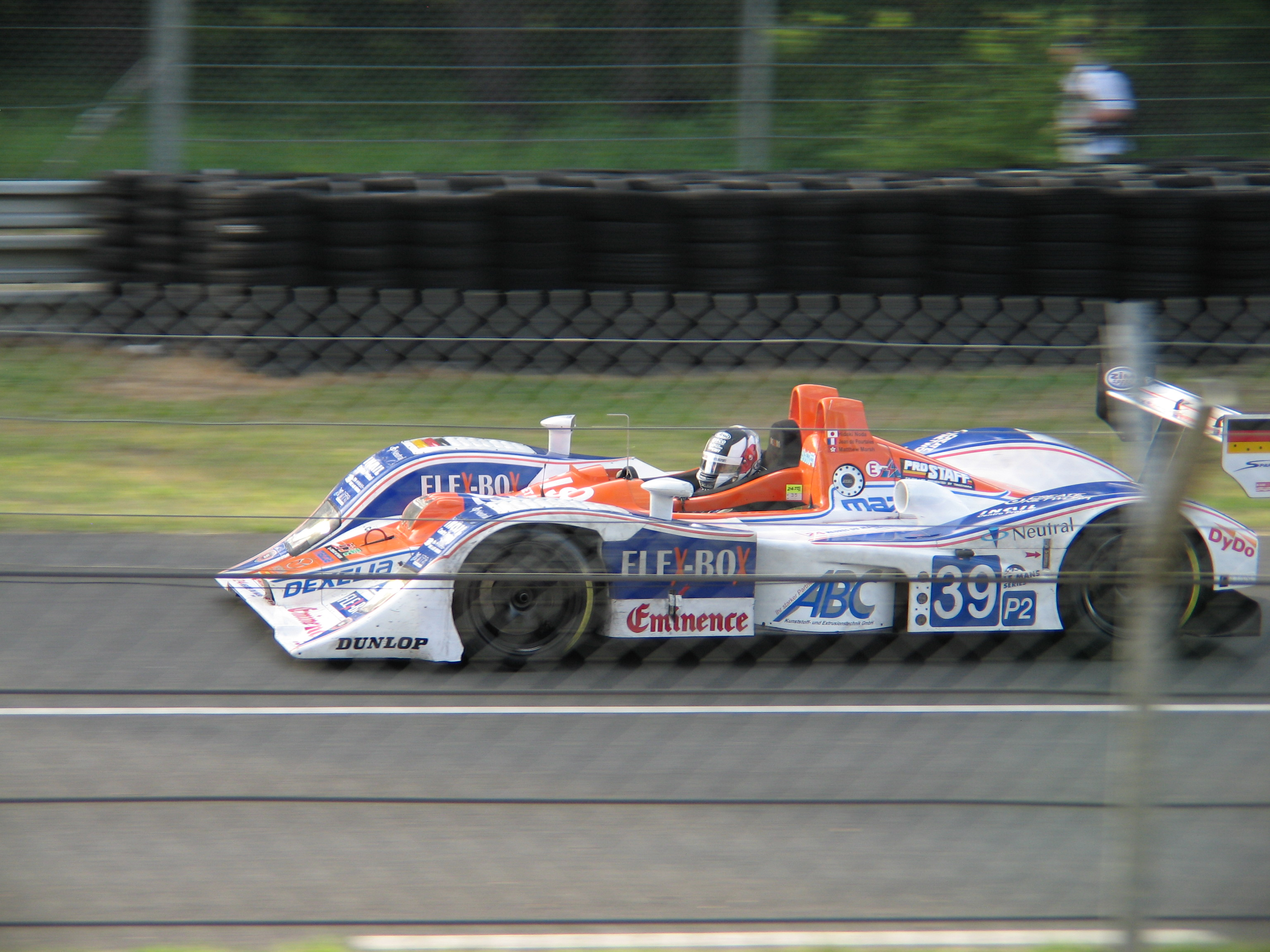
Noda nas 24 Horas de Le Mans de 2009.

Noda ainda disputou provas da Indy Lights entre 1996 e 1997, onde chegou a vencer uma prova, em Portland, tornando-se o primeiro piloto de seu país a fazê-lo em uma categoria sancionada pela CART, mas não conseguiu ascender à categoria principal (Champ Car) em 1998. Também teve uma rápida passagem pela IRL em 2002, obtendo 54 pontos na classificação geral.
Em disputou a primeira temporada da A1 Grand Prix pelo time do Japão, ao lado de Ryo Fukuda, que também trabalhou na F-1 como piloto de testes da BAR, além de ter disputado 3 edições das 24 Horas de Le Mans (2008 a 2010). Encerrou a carreira em 2012, no Super GT.